# NGC 1169
NGC 1169 é uma galáxia espiral barrada (SBb) localizada na direcção da constelação de Perseus. Possui uma declinação de +46° 23' 11" e uma ascensão recta de 3 horas, 03 minutos e 34,8 segundos.
A galáxia NGC 1169 foi descoberta em 11 de Dezembro de 1786 por William Herschel.